# 김은지 (스켈레톤 선수)
김은지(1992년 3월 27일~)는 대한민국의 스켈레톤 선수이다. 2022년 동계 올림픽에 여자부에 참가하였다.

## 생애
현재의 계룡시에 해당되는 충청남도 논산군 두마면에서 태어났으며, 엄사초등학교, 엄사중학교, 계룡고등학교를 졸업했다. 초등학교 4학년에 멀리뛰기를 주 종목으로 하는 육상 선수로 활동하기 시작했으나, 육상 코치 출신인 친언니의 조언으로 2017년 1월에 스켈레톤으로 전향했다.
전향한 2017년에 국가대표로 발탁되었으며, 그 해 1월 자신의 첫 국제 대회인 미국 레이크플래시드에서 열린 북아메리카컵에서 24위를 기록했다. 조국 평창에서 열리는 2018년 동계 올림픽 당시에는 무릎 십자인대 파열 부상으로 인해 국가대표로 발탁되지 못했고, 대신 트랙을 점검하는 전주자로 활동했다. 2018년 11월에는 오스트리아 인스브루크에서 열린 유로파컵에서 19위를 하며 유로파컵에도 데뷔했다. 2019년 2월 파크시티에서 열린 북아메리카컵에서 중화인민공화국의 주양치의 뒤를 이어 2위를 차지하며 처음으로 국제 대회 포디움에 올랐다. 이후에도 북아메리카컵 중심으로 메달을 획득하기 시작하며, 2019-20 시즌 북아메리카컵에서 종합 373점을 획득하여 종합 우승을 차지했다.
2021년 11월 19일 인스브루크에서 열린 2021-22년 월드컵 3차 대회를 통해 월드컵에 데뷔하였으며, 해당 시즌 월드컵에는 3, 4, 5차 대회 총 3회 출전했다. 3차 대회에서 25위, 인스브루크에서 열린 4차 대회에서 25위, 빈터베르크에서 열린 4차 대회에서 12위에 오르며 종합 27위를 기록했다.
2022년 2월에 중화인민공화국 베이징에서 열린 2022년 동계 올림픽에 대한민국 선수단 중 유일한 여자 스켈레톤 선수로 참가하여 23위를 기록했다.

## 기록

### 국제 대회
- 2020년 IBSF 북아메리카컵 3차 대회 스켈레톤 여자 은메달
- 2020년 IBSF 북아메리카컵 6차 대회 스켈레톤 여자 동메달
- 2020년 IBSF 북아메리카컵 7차 대회 스켈레톤 여자 은메달
- 2021.12. 03  인터콘티넨탈컵 16위
- 2021. 12. 13 북아메리카컵 1위
- 2021. 12. 14 북아메리카컵 1위
- 2021. 12. 15 북아메리카컵 1위
- 2022. 07. 01 BMW IBSF 월드컵 12위

### 대한민국 대회
- 2021년 2021 코리아컵 2차 대회 스켈레톤 여자 금메달
- 2021년 2021 코리아컵 3차 대회 스켈레톤 여자 동메달